# Еквадор
Еквадор, официално Република Еквадор (на испански: República del Ecuador, букв. Република на екватора), е демократична република в северозападната част на Южна Америка.
Граничи с Колумбия на север, с Перу на изток и юг и с Тихия океан на запад. Тя е една от двете страни в Южна Америка, заедно с Чили, която не граничи с Бразилия. Републиката включва и Галапагоските острови, които се намират на около 1000 km от континента.
Еквадор се намира от двете страни на екватора, откъдето произлиза и името ѝ. Столицата на страната е град Кито.

## История
- 15 век – индианските племена, живеещи на територията на Еквадор, са покорени от инките
- 1532 – 1533 – установено е испанско господство и се въвежда използването на робски труд на негри, докарани от Африка
- 1717 – Еквадор влиза в състава на вицекралство Нуева Гранада под името Кралска аудиенсия Кито
- 1822 – Еквадор е в хода на Войната за независимост на испанските колонии в Америка
- 1810 – 1826 – страната е освободена от армиите на Симон Боливар и А. Х. де Сукре.
- 1824 – включена е във Федеративна република Велика Колумбия.
- 1830 – Кито се отцепва от Велика Колумбия и се обявява за независима държава Еквадор
- 1852 – В страната е премахнато робството.
- 1853 – 1859 – Държавата се управлява от военни.
- 1859 – 1875 – Г. Морено установява диктатура, модернизира и обновява икономиката на Еквадор
- 1944 – 1946 – Управлява коалиционно правителство на Х. М. Веласко Ибара
- 1963 – 1966 – Военна диктатура.
- 1972 – 1976 – Военно правителство на генерал Г. Родригес Лара, което отстоява националния суверенитет и богатство
- 1988 – Президент става Р. Борха Севальос
- 1992 – Президент става С. Дуран Бален, който наследява тежко икономическо състояние на страната.
- 2003 – президент Л. Гутиерес Борбуа.
- 2007 – президент Рафаел Кореа.

Еквадор е член на ОАД (1948), на ООН (1945), ОПЕК (2007), Андска общност (1969).

## Административно деление
Еквадор е разделен на 24 провинции, а провинциите съставляват 199 кантона. Провинциите са: Боливар, Карчи, Чимборасо, Ел Оро, Есмералдас, Галапагос, Гуаяс, Имбабура, Лоха, Лос Риос, Манаби, Напо, Постаса, Пичинча, Сукумбиос, Самора Чинчипе, Асуай, Каняр, Котопакси, Морона Сантяго, Ореляна, Тунгурауа, Света Елена и Санто Доминго де лос Цачилас.

## География
Еквадор може да бъде разделен на три главни географски региона плюс един островен регион в Тихия океан:
- Ла Коста („крайбрежието“) – крайбрежната западната част на страната
- Ла Сиерра („високите земи“) – високопланински регион в централната част на страната; тук се намират Андите
- Ел Ориенте („изтокът“) – амазонски дъждовни гори в източната част на страната; заема почти половината от площта на страната и едва 5% от населението.

Островният регион включва островите Галапагос в Тихия океан, на 1000 km от еквадорския бряг.
Столицата на Еквадор е Кито, разположен в провинция Пичинча, а най-големият град в страната е Гуаякил в провинция Гуаяс. Вулканът Котопакси, разположен на юг от Кито, е един от най-активните вулкани в света. Върхът на вулкана Чимборасо (6130 m) е смятан за най-отдалечената точка от центъра на земята.
Въпреки че страната не е голяма по площ, има голямо климатично разнообразие, определено от надморската височина. Западните крайбрежни части имат тропичен климат, с тежък дъждовен сезон. Във високопланинската част на Еквадор, климатът е умерен и относително сух. Климатът в източните части на страната, в зоната с дъждовните гори, е влажен тропичен.

## Население
Населението на Еквадор е съставено от много и различни етноси. Най-голяма част от населението (55%) заема етническата група метиси – потомци на испански колонизатори и местни индианци. Индианците заемат около 25% от населението. Белите хора, главно от етноса криоло, потомци на испански колонизатори и емигранти от Европа заемат около 15% от населението. 5% са малцинствата като мулати и самбо, живеещи най-вече в провинциите Есмералдас и Имбабура.

## Стопанство
Развити са нефтодобив, рудодобив и земеделие. В държавата се отглеждат банани, кафе, какао, картофи, захарна тръстика. Обработваемите площи са 10% от територията на страната.
Еквадор е първата страна от южноамериканския континент и първата нация в света от 1948 г. насам, приложила концепцията за „омразен дълг“, и по-точно „политически и технически отказ да върне на международната общност държавните си дългове, тъй като те са поети от предишните правителства чрез корупция, нарушаване на законите и нарушаване на конституцията“. На 12 декември 2008 г. Рафаел Кореа – новоизбраният президент на Еквадор (БВП около 50 милиарда евро, съизмерим с този на България) официално декларира в директно излъчване по телевизията пред целия американски континент, че „изтрива националния дълг, считайки го за омразен, тъй като е неморален. Създаден е в разрез с конституцията, потискайки народа, чрез измама. Убеждават ни, че което е закон, тоест е легитимирано, значи е правилно. Не е така: от днес в земята на Еквадор важи новият конституционен принцип, според който само което е правилно за населението, може да бъде закон.“